# 索巴什
索巴什（匈牙利語：Szabás），是匈牙利绍莫吉州所辖的一个村。总面积18.11平方公里，总人口660，人口密度36.4人/平方公里（2011年1月1日）。